# 太阳河乡 (恩施市)
太阳河乡，是中华人民共和国湖北省恩施土家族苗族自治州恩施市下辖的一个乡镇级行政单位。

## 行政区划
太阳河乡下辖以下地区：
太阳河社区、头茶园村、白果树村、双河岭村、青树子村、宝塔岩村、茶山河村、茅湖淌村、柑树垭村、金峰山村、梭布垭村、石林村和马林村。